# Sklepienie krzyżowe

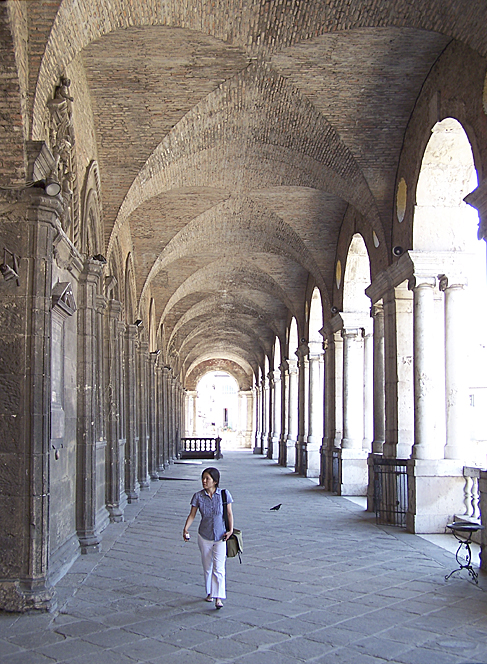
Sklepienie krzyżowe

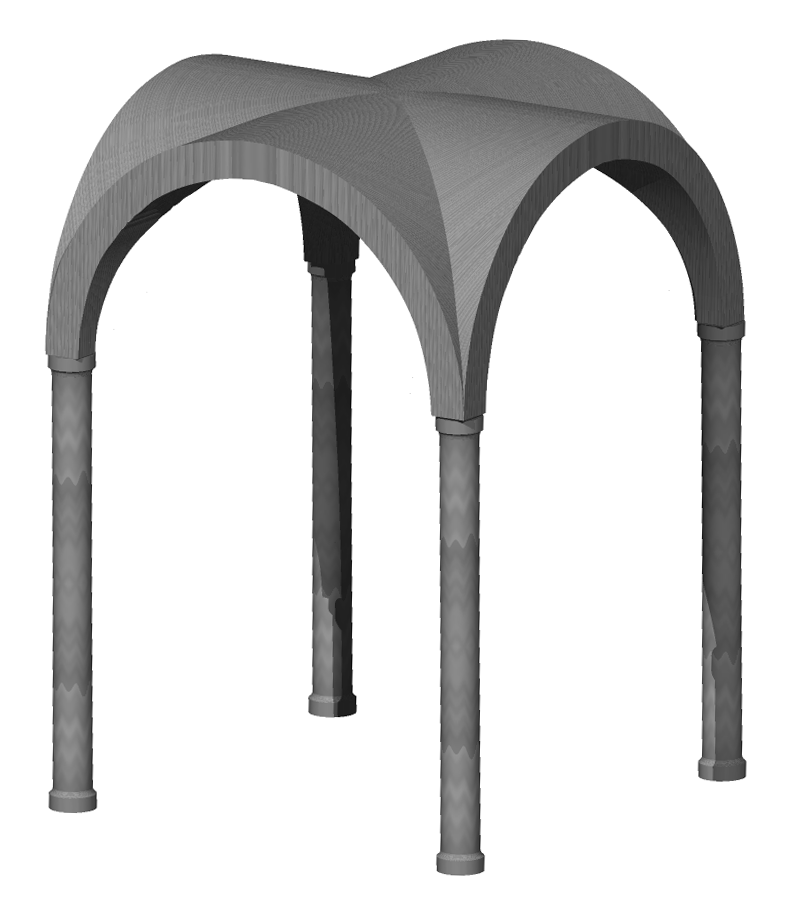
Sklepienie krzyżowe – rysunek poglądowy

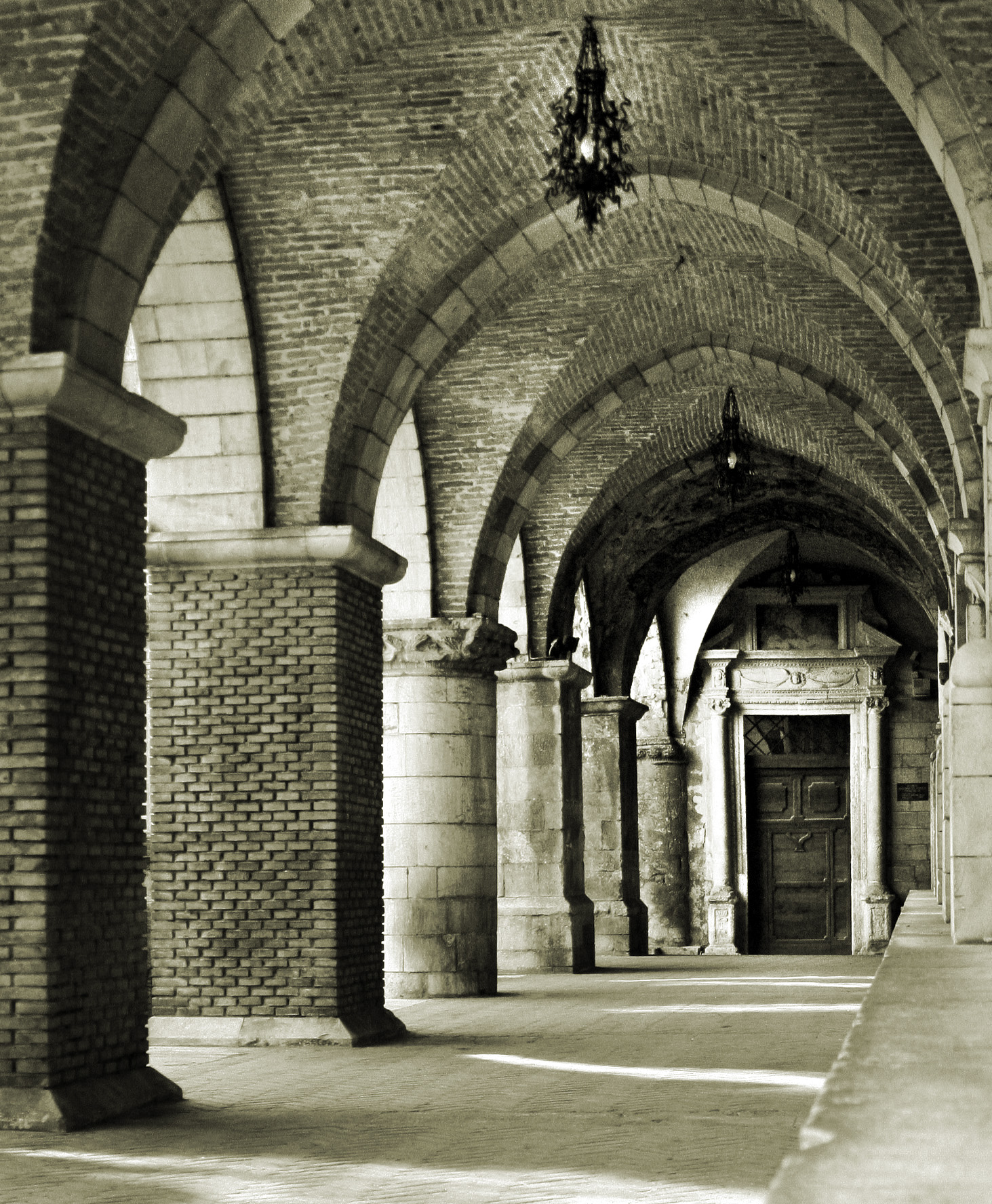
Santa Maria Maggiore w Guardiagrele w Abruzzo

Sklepienie krzyżowe – sklepienie zbudowane na planie kwadratu z dwóch krzyżujących się pod kątem prostym sklepień kolebkowych o tej samej średnicy, nie posiadających żeber. Podparte jest na czterech filarach lub słupach usytuowanych w wierzchołkach kwadratu (planu pomieszczenia). Podpory znajdują się pod przekątnymi powstającymi przez przecięcie się kolebek. Wzdłuż nich przenoszone są obciążenia. Sklepienie stosowane znacznie częściej niż klasztorne, pozwalało na swobodniejsze kształtowanie wnętrza. Budowy sklepienia krzyżowego zawsze wymaga szalowania na całej powierzchni, ponieważ sklepienie obciąża się dopiero po całkowitym stwardnieniu.

## Historia
Po raz pierwszy sklepienie krzyżowe zostało użyte przez króla Pergamonu Attalosa I między 241 a 197 rokiem p.n.e., które były następnie szeroko stosowane przez starożytnych Rzymian. Dawało ono możliwość budowania bez masywnych podpór i pozwalało na lepsze doświetlenie wnętrza niż sklepienie kolebkowe, dzięki możliwości użycia większych okien. Doprowadzone do perfekcji sklepienia krzyżowe przetrwały w niektórych budowlach do dzisiaj, np. Bazylika Matki Bożej Anielskiej i Męczenników w Rzymie, która została zbudowana z wykorzystaniem ruin term Dioklecjana, czy Bazylika św. Ambrożego w Mediolanie. W okresie gotyku wyparte zostało przez dające jeszcze większe możliwości sklepienie krzyżowo-żebrowe.
W XX w. po przebadaniu sił w projekcie sklepienia krzyżowego zminimalizowano zużycie materiałów przy dużej rozpiętości konstrukcji. Nowoczesnym projektem tego typu jest budynek dworca głównego w Berlinie posiadający przeszklone sklepienie krzyżowe.